# Zelotomys woosnami
Zelotomys woosnami este o specie de rozătoare din familia Muridae, găsită în Africa.

## Descriere
Z. woosnami crește până la o lungime a capului plus cea a trunchiului de aproximativ 12,8 cm.

## Răspândire și habitat
Z. woosnami se găsește în Namibia, Angola, Botswana și Africa de Sud la altitudini care variază de la 800 m până la 1.200 m. Habitatul său caracteristic este savana uscată.

## Hrănire
Z. woosnami este o specie omnivoră.

## Stare de conservare
Z. woosnami are un areal destul de larg. Este găsită în câteva arii protejate. Nu au fost identificate amenințări deosebite pentru această specie. Uniunea Internațională pentru Conservarea Naturii a clasificat această specie drept neamenințată cu dispariția.